# مارتین کلبا
مارتین کلبا (به انگلیسی: Martin Klebba) (زاده ۲۳ ژوئن ۱۹۶۹) بازیگر، بازیگر بدل‌کار آمریکایی است.
از فیلم‌های معروف او می‌توان به بازی در فیلم مردی با کیف، در عشق هر چیزی به حق است و جا مانده اشاره کرد.